# Maria Salvo Iborra
Maria Salvo Iborra (Sabadell, 27 de maig de 1920 - Barcelona, 16 de novembre de 2020) va ser una activista antifranquista catalana.

## Biografia
El seu avi fou un migrant aragonès i el seu pare treballà com a fuster ebenista, però cap dels dos tenia militància política. La seva mare era originària de Cornudella de Montsant i treballava com a minyona a Barcelona. Quan tenia set anys es traslladà amb la família a Les Corts, i amb tretze ja treballava de portera a l'edifici on vivien. El 1935 va començar a sovintejar els centres culturals d'Esquerra Republicana de Catalunya, però influïda per la xicota del seu germà gran va ingressar finalment a les Joventuts Socialistes Unificades de Catalunya (JSUC).
En esclatar la Guerra Civil espanyola era militant de la Unió General de Treballadors (UGT) i va treballar en un taller de roba que havien col·lectivitzat la Confederació Nacional del Treball i la UGT. El 1938 fou nomenada secretària de Propaganda del Comitè de Barcelona de les JSUC i participà en la defensa de la Segona República Espanyola. El 29 de gener de 1939 va sortir cap a l'exili, però fou empresonada als camps de concentració de Le Pouliguen i Moisdon-la-Rivière a la Bretanya, d'on en va sortir el novembre de 1939 per ser lliurada a la Guàrdia Civil a Bilbao.
Fou detinguda amb tres noies més el 1941 a Madrid mentre feia d'enllaç amb la resistència i fou tancada en una cel·la d'aïllament, amb tan sols 21 anys, a la presó de les Corts, on a causa de les tortures que patí ja mai no va poder ser mare. El 1943 fou traslladada a la presó de Predicadores, a Saragossa, i després a la presó de dones de Ventas. El febrer de 1946 fou jutjada i condemnada pel règim de Franco a 30 anys de presó, la major parts dels quals els passà a la presó de Segòvia. També van condemnar el seu germà a onze anys per ser qui era.
De nou al carrer el 1957, fou desterrada a Santander, però tornà clandestinament a Barcelona, on milità activament al Partit Socialista Unificat de Catalunya i també al moviment feminista. Un cop recuperada la democràcia, fou presidenta de l'Associació Catalana d'Expresos Polítics i fundadora el 1997 de l'Associació Les Dones del 36. La seva biografia és reflectida al volum El daño y la memoria, de l'historiador Ricard Vinyes.
Maria Salvo va morir a Barcelona el 16 de novembre de 2020 a l'edat de 100 anys.